# 蓋特露德
《蓋特露德》，是德國文學家赫爾曼·黑塞撰寫的一部小說，於1910年首次出版。
作為著名作曲家庫恩（Kuhn）的回憶錄，《蓋特露德》講述了他的童年和青年時期，然後才進入故事的核心。他與兩位陷入困境的藝術家，同名的格特魯德·伊姆托（Gertrud Imthor）和歌劇歌手海因里希·穆斯（Heinrich Muoth）的關係。庫恩在他們第一次見面時就被格特魯德所吸引，但她愛上了穆斯並與之結婚，兩人相處得並不融洽，他們糟糕的關係成了庫恩作品的靈感來源。